# Panasonic Open
Panasonic Open (japanska: パナソニックオープン, romaji: panasonikku ōpun) är en professionell golftävling på den japanska golftouren. Tävlingen har Panasonic som titelsponsor och har spelats årligen sedan 2008, med undantag för 2014-2015. Tävlingen spelas på golfbanan Chiba Country Club i staden Noda i Chiba prefektur. 

## Vinnare
| År                               | Datum                            | Vinnare                          | Nationalitet                     | Resultat                         | Mot par                          | Location                              |
| Panasonic Open Golf Championship | Panasonic Open Golf Championship | Panasonic Open Golf Championship | Panasonic Open Golf Championship | Panasonic Open Golf Championship | Panasonic Open Golf Championship | Panasonic Open Golf Championship      |
| -------------------------------- | -------------------------------- | -------------------------------- | -------------------------------- | -------------------------------- | -------------------------------- | ------------------------------------- |
| 2017                             | 20–23 Apr                        | Kenichi Kuboya                   | Japan                            | 273                              | -11                              | Chiba Country Club (Umesato Course)   |
| 2016                             | 21–24 Apr                        | Yuta Ikeda                       | Japan                            | 271                              | -13                              | Chiba Country Club (Umesato Course)   |
| 2014–15: Ingen tävling           |                                  |                                  |                                  |                                  |                                  |                                       |
| Asia-Pacific Panasonic Open      |                                  |                                  |                                  |                                  |                                  |                                       |
| 2013                             | 26–29 Sep                        | Masahiro Kawamura                | Japan                            | 275                              | -9                               | Ibaraki Country Club                  |
| 2012                             | 20–23 Sep                        | Masanori Kobayashi               | Japan                            | 267                              | -17                              | Higashi Hirono Golf Club              |
| 2011                             | 22–25 Sep                        | Tetsuji Hiratsuka                | Japan                            | 276                              | -8                               | Biwako Country Club                   |
| 2010                             | 23–26 Sep                        | Brendan Jones                    | Australien                       | 207                              | -6                               | Rokko Kokusai Golf Club (East Course) |
| 2009                             | 24–27 Sep                        | Daisuke Maruyama                 | Japan                            | 276                              | -8                               | Jyoyo Country Club                    |
| 2008                             | 25–28 Sep                        | Hideto Tanihara                  | Japan                            | 264                              | -16                              | Ibaraki Country Club                  |

Not: 2010 blev tävlingen kortad till 54 hål p.g.a. dåligt väder.